# Mlęcin (gmina)
Mlęcin (lub Mlencin) – dawna gmina wiejska istniejąca w XIX wieku w guberni warszawskiej. Siedzibą władz gminy był Mlęcin.
Za Królestwa Polskiego gmina Mlęcin należała do powiatu radzymińskiego w guberni warszawskiej. Gmina została zniesiona postanowieniem z 29 grudnia 1867, obowiązującym od  10 stycznia 1868, a Mlęcin włączono do gminy Rudzienko.